# Tetraponera laeviceps
Tetraponera laeviceps é uma espécie de formiga do gênero Tetraponera, pertencente à subfamília Pseudomyrmecinae.